# Henri Cassiers

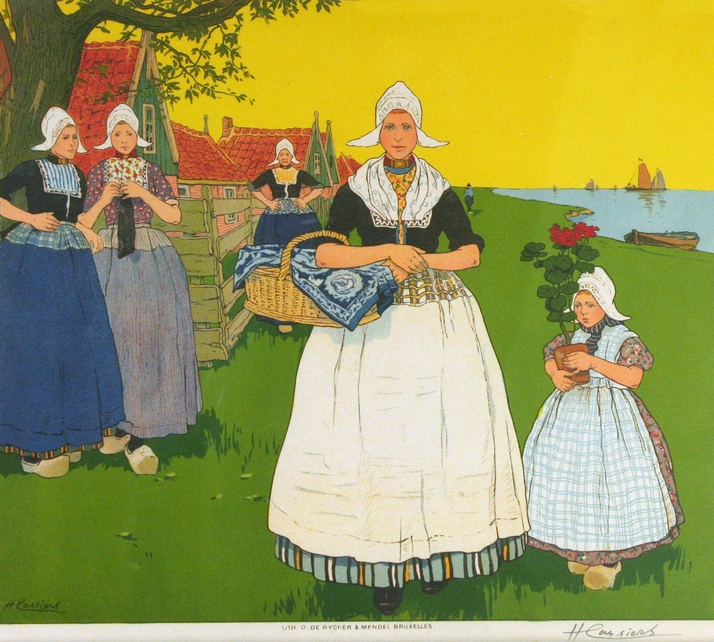
Volendam

Henri Cassiers (* 11. August 1858 in Antwerpen; † 27. Februar 1944 in Ixelles/Elsene) war ein belgischer Maler, Aquarellist, Plakatkünstler und Illustrator.
Nach der Arbeit beim Architekten P. Saintenoy, besuchte er die Kunstschule „La Patte de Dindon“. Danach studierte er  an der Koninklijke Academie voor Schone Kunsten van Antwerpen bei Henry Stacquet sowie an den Akademien von Brüssel und Sint-Joost-ten-Node.
Zwischen 1886 und 1893 illustrierte er viele beliebte Wochenzeitschriften wie „De Vlaamsche Patriot“, „Le Globe Illustré“ und „L’Illustration Européenne“.
Er illustrierte auch Bücher von Camille Mauclair, Emile Verhaeren, Cyriel Buysse und Jean d’Ardenne. Für „Côte de Flandre“ (Brüssel, 1888) lieferte er 106 Zeichnungen.
Ab 1898 fertigte er viele Plakate, Postkarten, Menüs und anderes Werbematerial für Touristenorte und Reedereien.